# Carlos Ernesto Navarro López
Carlos Ernesto Navarro López (San Ignacio Río Muerto, Sonora; 20 de mayo de 1957) es un político mexicano, miembro fundador del Partido de la Revolución Democrática, se desempeñó como diputado local plurinominal en el Congreso del Estado de Sonora en la LX Legislatura.
Estudió Ingeniería agronómica en la Universidad de Sonora y una Maestría en Ciencias en Sociología Rural en la Universidad Autónoma de Chapingo. Es además profesor de tiempo completo del departamento de Sociología y Administración Pública de la Unison desde 1983.

## Trayectoria política
Fue dirigente estatal del Partido Patriótico Revolucionario de Sonora en 1987, así como vocero del Partido Mexicano Socialista entre ese año y 1989. Posteriormente fue fundador del PRD en 1989 e integrante de su primera dirigencia estatal. También dentro del PRD se desempeñó como Secretario General Estatal del PRD Sonora de 1995 a 1997. 
En 1996 fue coordinador estatal de la campaña por la Presidencia Nacional del PRD de Andrés Manuel López Obrador, así como coordinador general de la campaña a gobernador de Sonora de Jesús Zambrano Grijalva en 1997 y en otra ocasión en 2003. De 1997 hasta el año 2000 fue diputado local en la LV Legislatura de Sonora. 
Fue consejero nacional de su partido de 1997 a 2008 y diputado federal plurinominal del estado de Sonora de 2007 a 2009 y Diputado local plurinominal en el  Congreso del Estado de Sonora desde 2012.
En 2008 anunció su intención de ser candidato a la gubernatura de Sonora en las Elecciones estatales de Sonora de 2009, pero el PRD se inclinó por Petra Santos Ortiz. En 2015 se registró oficialmente como Candidato a Gobernador de Sonora para el periodo 2015 - 2021 por el Partido de la Revolución Democrática. Entonces fue candidato a la gubernatura de Sonora por el PRD en las elecciones estatales de 2015 donde obtuvo 34,591 votos que correspondieron al 3.38 por ciento de la votación, quedando en el tercer lugar de la contienda política.